# Felipe Beuvrin
Felipe Beuvrin, destacado deportista venezolano de la especialidad de tiro quien fue campeón de Centroamérica y del Caribe en Mayagüez 2010.

## Trayectoria
La trayectoria deportiva de Felipe Beuvrin se identifica por su participación en los siguientes eventos nacionales e internacionales:

### Juegos Centroamericanos y del Caribe
Fue reconocido su triunfo de ser el décimo deportista con el mayor número de medallas de la selección de  Venezuela 
en los juegos de Mayagüez 2010.

#### Juegos Centroamericanos y del Caribe de Mayagüez 2010
Su desempeño en la vigésima primera edición de los juegos, se identificó por ser el quincuagésimo octavo deportista con el mayor número de medallas entre todos los participantes del evento, con un total de 6 medallas:

- , Medalla de oro: Tiro 25 m Equipo
- , Medalla de oro: Estándar 25 m
- , Medalla de plata: Fuego 25 m
- , Medalla de plata: Fuego 25 m Equipo
- , Medalla de bronce: Aire 10 m
- , Medalla de bronce: Tiro 25 m